# Madiop Diop
 (juillet 2025).
Motif : simple maire d'arrondissement, a priori hors critère WP:NPP
- Archive Wikiwix
- Bing
- Cairn
- DuckDuckGo
- E. Universalis
- Gallica
- Google
- G. Books
- G. News
- G. Scholar
- Persée
- Qwant
- (zh) Baidu
- (ru) Yandex
- (wd) trouver des œuvres sur Wikidata

| 1. | Préciser le motif de la pose du bandeau. | Précisez le motif de la pose du bandeau en utilisant la syntaxe suivante : {{admissibilité à vérifier\|date=juillet 2025\|motif=remplacez ce texte par le motif}}                |
| 2. | Informer les utilisateurs concernés.     | Pensez à avertir le créateur de l'article, par exemple, en insérant le code ci-dessous sur sa page de discussion : {{subst:avertissement admissibilité à vérifier\|Madiop Diop}} |

Madiop Diop ou Pape Madiop Diop, est un homme politique sénégalais, maire de la commune d'arrondissement de Grand Yoff.

## Biographie
Madiop Diop est originaire du quartier populaire d'Asafin à Grand Yoff.

## Parcours politique

### Débuts d'un élu local et la fonction d'adjoint au maire
Madiop Diop occupe le poste d'adjoint au maire, chargé de la Jeunesse, des Sports et des Loisirs à Grand Yoff. Cette expérience lui a permis d'acquérir une connaissance approfondie des enjeux et des besoins de la communauté locale.

### Élection comme maire de Grand Yoff (2014)
Madiop Diop est élu maire de la commune de Grand Yoff en juillet 2014. À cette période, il était membre du Parti socialiste et bénéficie du soutien de Khalifa Sall. Il remporte l'élection face au candidat de la coalition Benno Bokk Yaakaar (BBY), Adama Faye, beau-frère du président Macky Sall. Il est élu maire avec 64 voix sur 74.

### Réélection (2022)
Il est réélu pour un second mandat et officiellement installé en février 2022.

### Affiliations politiques
Au cours de son parcours, Madiop Diop est associé à la coalition Yewwi Askan Wi. Cependant, il s'éloigne de Khalifa Sall et de Yewwi Askan Wi en mai 2022.

## Positionnements et faits marquants
Madiop Diop a parfois pris des positions publiques notables, comme en 2017 lorsqu'il a déclaré que Khalifa Sall n'était pas un prisonnier politique mais un "otage" du président Macky Sall.
La commune de Grand Yoff dirigée par Madiop Diop est épinglée par l'Agence de régulation des marchés publics en 2023 dans sa gestion de procédures de passation de marchés publics au titre de l’année 2021. Plus récemment, en décembre 2024, il est cité à comparaître en justice suite à une plainte pour destruction de biens et voie de fait .